# Shark
Shark es una serie de televisión estadounidense basada en la vida de un prestigioso y carismático jurista de Los Ángeles que cambia su trabajo como polémico abogado defensor por un puesto en la fiscalía. El protagonista es Sebastian Stark, encarnado por James Woods. Se estrenó en el canal estadounidense CBS en otoño de 2006 y el capítulo piloto fue dirigido por Spike Lee.
Una vez en la Fiscalía, Stark trabajará bajo las órdenes de una antigua rival, Jessica Devlin, que no comparte las tácticas agresivas de Stark. Ella será la que le asigne a un grupo de jóvenes fiscales a modo de aprendizaje, aunque a Stark esto le da igual ya que no tiene intención de cambiar sus tácticas agresivas.
La serie se estrenó en Estados Unidos el 21 de septiembre de 2006, en la cadena CBS, y se ha convertido en la segunda serie de esta cadena que logra una temporada completa gracias a sus 14 millones de espectadores de media.
La serie fue oficialmente cancelada por la CBS el 13 de mayo de 2008.

## Personajes
- James Woods: Sebastian Stark
- Jeri Ryan: Jessica Devlin
- Samuel Page: Casey Woodland
- Sophina Brown: Raina Troy
- Alexis Cruz: Martin Allende
- Sarah Carter: Madeleine Poe
- Danielle Panabaker: Julie Stark
- Henry Simmons: Isaac Wright
- Matt Lanter: Eddie Linden
- Lili Ayala: Cloe

## Características de los personajes
- Sebastian Stark: Un carismático abogado de alta formación en Defensa. Stark decidió convertirse en fiscal, después de que un cliente que él previamente había defendido contra cargos de asalto asesinara a su esposa días después de la sentencia. Aunque haya dejado de ser un abogado defensor, sus métodos no han cambiado en nada.

La filosofía de Shark se basa en tres reglas, su manifiesto:
- Un juicio es la guerra y perder es la muerte.
- La verdad es relativa; escoge la que te convenga.
- En un juicio con jurado sólo hay 12 opiniones que importen y la tuya no es una de ellas.

- Datos: Q210503